# 年男・年女
| 満年齢   | 満年齢   | 数え年 |
| 誕生日前 | 誕生日後 | 数え年 |
| -------- | -------- | ------ |
| 011      | 012      | 013    |
| 023      | 024      | 025    |
| 035      | 036      | 037    |
| 047      | 048      | 049    |
| 059      | 060      | 061    |
| 071      | 072      | 073    |
| 083      | 084      | 085    |
| 095      | 096      | 097    |
| 107      | 108      | 109    |
| 119      | 120      | 121    |

年男・年女（としおとこ・としおんな）は、生まれた年と同じ十二支の年を迎えた男女である。例えば、巳年生まれの男性の場合、12年毎の巳年に年男となる。ただし、生まれた年には、年男・年女とはならず、その12年後が最初の年男・年女である。
言い換えると、その年の誕生日に満年齢が12の倍数になる男女である。あるいは、数え年を12で割ると1余る男女である。これらから、還暦（あるいは大還暦）の者は必ず年男・年女であることがわかる。

## 曜日
4の倍数世紀に生まれた者が最初の年男・年女になる年の誕生日の曜日は必ず生まれた日の曜日の次の曜日になる。ゆえに、次の年男・年女になる年の誕生日はさらに次の曜日になるので、年男・年女でなおかつ誕生日が生まれた日と同じ曜日になるのは、84歳のときである。
これは、4の倍数世紀の世紀末の年が閏年になり、カレンダーが28年で1周する期間が4の倍数世紀の最初の年から(4の倍数+1)世紀の下2桁が71の年まで続くためである。ちなみに、この条件で還暦を迎えた者の誕生日の曜日は必ず生まれた日の曜日から2つ前にずれる。

## 習俗
運勢は、吉であるとする説と凶であるとする説とがある。厄年の考えでは、年男・年女の年齢の一部が中厄や小厄となる（詳細は流派によって異なる）。
節分では、年男・年女（元来は年男のみ）が豆を撒く習慣がある。現在は寺社の行事でよく見られる。学校行事では小学6年生（数え13歳、ただし早生まれなら12歳）が充てられることもある。